# Triportheus angulatus
Triportheus angulatus är en fiskart som först beskrevs av Johann Baptist von Spix och Agassiz 1829.  Triportheus angulatus ingår i släktet Triportheus och familjen Characidae. Inga underarter finns listade i Catalogue of Life.